# Síntesis de aminoácidos de Erlenmeyer-Plöchl
La síntesis de aminoácidos de Erlenmeyer-Plöchl fue descubierta por primera vez en 1893 por el químico alemán  Friedrich Gustav Carl Emil Erlenmeyer que condensó el benzaldehído con N-acetilglicina en presencia de anhídrido acético y acetato de sodio (incluso hay casos en los que se pueden usar cantidades catalíticas de base (del 10% mol), pero en vez de acetato de sodio, se emplea fosfato de potasio). La reacción va vía condensación de Perkin seguida de la ciclación de la N-acetilglicina produciendo las llamadas azlactonas de Ernelmeyer. Estas azlactonas de Erlenmeyer son realmente oxazolonas.
Por la síntesis de Erlenmeyer de azlactonas se pueden sintetizar a partir de la reacción de un aldehído aromático con un ácido carboxílico aromático (como por ejemplo el ácido hipúrico) en presencia de anhídrido acético.

## Mecanismo de la síntesis
El mecanismo ya se ha comentado que se trata de dos reacciones acopladas: Reacción de Perkin + ciclación del ácido aromático correspondiente
Hasta aquí se describe la obtención de la azlactona u oxazolona.

### Preparación de α-cetoácidos
A partir de la oxazolona puede producirse por hidrólisis los α-cetoácidos correspondientes:

### Preparación de α-aminoácidos
Si antes de la hidrólisis se hace una reducción con H2 (hidrógeno) se obtienen los correspondientes aminoácidos:

## Síntesis de fenilalanina
Como puede observarse en la siguiente figura, el ácido hipúrico se autocondensa en presencia del anhídrido acético para formar la 2-fenil-oxazolona. Este intermedio también tiene dos protones ácidos y reacciona con benzaldehído, anhídrido acético y acetato de sodio para formar una azlactona u oxazolona. Este compuesto al reducirlo da la fenilalanina.

## Extensión de la síntesis
En un estudio se utilizó la síntesis de aminoácidos de Erlenmeyer para la síntesis del aminoácido tirosina